# Baldur's Gate (serie)

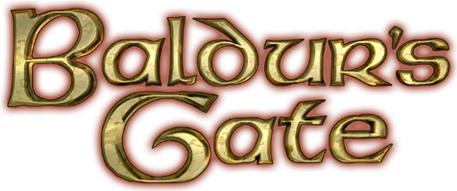
Riproduzione del logo della Enhanced Edition

Baldur's Gate è una serie di videogiochi di ruolo che si svolge nel Faerûn, il maggior continente dell'ambientazione per il gioco di ruolo Dungeons & Dragons Forgotten Realms, e ambientata negli anni seguenti ai cataclismi del Periodo dei Disordini (1358 DR).
La serie originale è stata sviluppata da BioWare dal 1998, per Microsoft Windows e Mac OS.
La serie Dark Alliance (Baldur's Gate: Dark Alliance) e i suoi seguiti prodotti dall'editore di Bioware Black Isle Studios, una divisione della Interplay Entertainment, sebbene siano ambientati in Baldur's Gate non sono considerati come parte della serie, ma spin-off, dato che la trama è slegata dai giochi precedenti.

## Serie
La serie Baldur's Gate portò molti miglioramenti tecnici ai giochi di ruolo per computer, come il famoso Infinity Engine che offre una visione isometrica del mondo, pre-rendirizzata, con personaggi rappresentati tramite sprite. Fu anche il terzo gioco per computer che abbia mai fatto uso di Lua. L'Infinity Engine fu anche usato per Planescape: Torment e la serie Icewind Dale.
I giochi sono basati su modifiche della seconda edizione delle regole di Advanced Dungeons & Dragons. Il gruppo del giocatore può avere fino a 6 membri, creati dal giocatore o già esistenti (PNG), reclutati dal protagonista nel mondo di gioco. Numerose missioni secondarie e cambi di trama sono associate ad alcuni PNG e possono essere attivate solo se questi sono nel gruppo del giocatore. Attraverso dialoghi estesi e dipendenti dal contesto la storia e la personalità di molti personaggi dentro e fuori il gruppo del giocatore sono sviluppati e aggiungono livelli di complessità al gioco.
Lo sviluppo dei personaggi riveste un'importanza primaria nel gioco, o almeno per il divertimento che si trae dal gioco, caratterizzando e modificando la trama stessa del gioco. I dialoghi, in particolare, sono punti di snodo per l'evolversi della missioni, sia quella principale che quelle secondarie, e dei personaggi. Questa caratteristica è stata una delle più significative per il successo del gioco, in quanto permetteva di ricreare, almeno in parte, il coinvolgimento di un gioco di ruolo carta e penna sopperendo alle limitazioni tecniche di un videogioco di ruolo.
Nel 1999, Baldur's Gate vinse un Origins Award: Best Roleplaying Computer Game of 1998 (Miglior gioco di ruolo per computer del 1998), e nel 2000, Baldur's Gate: Tales of the Sword Coast vinse lo stesso premio come Best Roleplaying Computer Game of 1999 (Miglior gioco di ruolo per computer del 1999). Baldur's Gate è stato anche paragonato a Diablo, forse per le somiglianze nell'esplorazione dei dungeon e nella visione isometrica, ma il paragone è alquanto azzardato in quanto è molto più basato sullo sviluppo di una storia e decisamente meno hack'n'slash.
In questo gioco la strategia -in battaglia e non- è alla base della sopravvivenza: sfruttando la modalità pausa è possibile impartire ordini a ciascun membro del gruppo senza perdere tempo prezioso in battaglia.

## Videogiochi
La saga principale è composta da due capitoli del 1998 e 2000, aventi un'espansione ciascuno, e da un terzo capitolo uscito oltre vent'anni dopo nel 2023.
Nei primi anni 2000 sono stati lanciati due spin-off del gioco per console.
Nel 2012 il gioco originale e le sue espansioni sono stati ripubblicati, utilizzando motore grafico e audio aggiornati, formato widescreen e risoluzione HD.
| Titolo                                  | Data                                | Piattaforme                                                 | Sviluppatore       | Tipo             |
| --------------------------------------- | ----------------------------------- | ----------------------------------------------------------- | ------------------ | ---------------- |
| Baldur's Gate                           | / 21 dicembre 1998                  | Windows, Mac OS                                             | BioWare            |                  |
| Baldur's Gate: Tales of the Sword Coast | / 30 aprile 1999                    | Windows, Mac OS                                             | BioWare            | Espansione       |
| Baldur's Gate II: Shadows of Amn        | 21 settembre 2000 29 settembre 2000 | Windows, Mac OS                                             | BioWare            |                  |
| Baldur's Gate II: Throne of Bhaal       | / 22 giugno 2001                    | Windows, Mac OS                                             | BioWare            | Espansione       |
| Baldur's Gate: Dark Alliance            | / 4 dicembre 2001                   | PS2, Xbox, GameCube, GBA                                    | Snowblind Studios  | Spin-off         |
| Baldur's Gate: Dark Alliance II         | 20 gennaio 2004 6 febbraio 2004     | PS2, Xbox                                                   | Black Isle Studios | Spin-off         |
| Baldur's Gate: Enhanced Edition         | 28 novembre 2012                    | Windows, Mac OS, Linux, PS4, Xbox One, Switch, Android, iOS | Overhaul Games     | Enhanced Edition |
| Baldur's Gate II: Enhanced Edition      | 15 novembre 2013                    | Windows, Mac OS, Linux, PS4, Xbox One, Switch, Android, iOS | Overhaul Games     | Enhanced Edition |
| Baldur's Gate: Siege of Dragonspear     | 31 marzo 2016                       | Windows, Mac OS, Linux, PS4, Xbox One, Switch, Android, iOS | Beamdog            | Espansione       |
| Baldur's Gate III                       | 6 ottobre 2020 3 agosto 2023        | Windows, MacOS, PS5, Xbox Series X/S                        | Larian Studios     |                  |

### Baldur's Gate
Le sponde occidentali di Faerun lungo il Mare delle Spade contengono una moltitudine di ambienti e terreni, inclusi foreste, paludi, acquitrini, pianure, città e rovine. Collettivamente chiamata la Costa della Spada, attrae avventurieri in egual misura alla ricerca del bene e del male, e provvede lo sfondo per questa epica avventura.

### Baldur's Gate II: Shadows of Amn
Baldur's Gate II: Shadows of Amn inizia solo alcuni mesi dopo gli eventi di Baldur's Gate, e ne prosegue la storia impostata sul sottile confine che esiste tra una persona che ricerca tutto il potere ed una persona annullata dal potere.
Il gioco, infatti, comincia in una prigione in cui il protagonista è stato imprigionato dopo aver ucciso Sarevok alla fine del primo capitolo. Il suo carceriere è l'arcimago Irenicus intento a liberare lo spirito di Bhaal dall'anima dell'eroe.

### Enhanced Edition
Il 15 marzo 2012 la Atari annunciava che avrebbe pubblicato una nuova versione dei due capitoli della serie con grafica e sonori aggiornati, formato widescreen e risoluzione HD. La nuova versione del primo capitolo della serie, denominata Baldur's Gate: Enhanced Edition è stata realizzata dalla Overhaul Games, una divisione della Beamdog.
Baldur's Gate: Enhanced Edition, versione PC è uscito il 28 novembre 2012, mentre in tempi successivi sono uscite le versioni iOS (7 dicembre 2012), MacOS (22 febbraio 2013), Android (17 aprile 2014) e Linux 27 novembre 2014.
Baldur's Gate II: Enhanced Edition, versione PC è uscito il 16 novembre 2013.

### Baldur's Gate III
Più volte gli appassionati della saga hanno richiesto lo sviluppo di un terzo episodio. Nel 2002 fu in lavorazione Baldur's Gate III: The Black Hound, ma il progetto venne annullato per diversi i motivi, tra i quali un contenzioso fra Interplay ed Atari; l'Atari vincitrice nel 2008 della causa ereditò tutti i diritti del marchio Dungeons & Dragons, compreso Baldur's Gate.
Nel giugno 2019 è stato annunciato Baldur's Gate III, sviluppato da Larian Studios, senza indicazione di una data di uscita. Il gioco utilizza la licenza Dungeons & Dragons, ed è stato pubblicato per PC, PlayStation 5, Xbox Series X e Series S e Macintosh. L'accesso anticipato, originariamente previsto per il 30 settembre 2020, fu reso disponibile dal 6 ottobre. Tra le piattaforme che ricevettero la versione in accesso anticipato era inclusa anche Google Stadia, ma, a seguito della chiusura della piattaforma di gioco in cloud da parte di Google, il gioco completo non ha mai visto la luce su Stadia.
Il terzo capitolo della serie è stato publicato per Windows il 3 agosto 2023, per PlayStation 5 il 6 settembre 2023 e per Xbox series X/S il 7 dicembre successivo. È stato insignito del premio GOTY (Game Of The Year) del 2023.